# 1815 베토벤
(1815) 베토벤은 소행성대에 존재하는 소행성으로, 1932년 1월 27일 하이델베르크에서 라인무스에 의해 발견되었다. 이 소행성은 요제프 하이든, 볼프강 아마데우스 모차르트와 함께 빈 고전파를 대표했던 작곡가 루트비히 판 베토벤의 이름을 받았다.